# Pontiac, Michigan
Pontiac este un oraș și sediul comitatului Oakland, statul  Michigan,  Statele Unite ale Americii. A fost numit după șeful indienilor Ottawa, Pontiac. La recesămăntul din anul 2000 avea o populație de 66.337 de  locuitori, iar la estimarea din 2006, populația crescuse la 67.124.  Face parte din zona metropolitană a orașului Detroit, fiind considerat un "oraș satelit" al acestuia.